# Jordi de Villalonga i Fortuny
Jordi de Villalonga i Fortuny (1664 – Mallorca 1740) fou un noble mallorquí, cavaller de l'Ordre de Sant Joan de Jerusalem i comte de la Cova. Assolí el grau de tinent general de l'Exèrcit Real espanyol i després fou nomenat el 27 de novembre de 1719, virrei de Nova Granada, succeint al governador interí Antonio Ignacio de la Pedrosa i Guerrero. El seu càrrec destacar per la seva preocupació pels indígenes i per l'activació de la construcció de les murades de Cartagena de Indias.

## Biografia
Era germà de Francesc de Villalonga i Fortuny, titulat I comte de la Cova; Jordi fou el II comte de la Cova i cavaller de l'Ordre de Sant Joan (1687), a més de Tinent general dels Reals Exèrcits, conseller en el Real i Suprem Consell de Guerra, procurador real del Regne de Mallorca, general de les armes del port i presidi del Callao en el Perú, d'on va passar a virrei governador i capità general del Nou Regne de Granada i president de la Real Audiència de Bogotà. Es va casar amb la seva neboda, Catalina Maria de Villalonga i de Velasco.

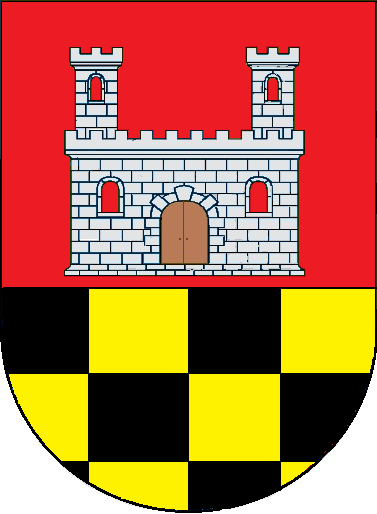
Escut dels Villalonga: truncat, 1r de gules un castell d'argent, 2n escacat d'or i de sable

El 15 de desembre de 1718, mentre s'exercia com a cap de l'exèrcit en el Perú, va rebre la notícia que havia estat nomenat primer virrei del recentment creat Virregnat de Nova Granada. La nova colònia incloïa les actuals Veneçuela, Colòmbia, Panamà i Equador. Fins al 27 de maig de 1717, aquest territori havia format part del Virregnat del Perú.
Villalonga va fer un llarg viatge per terra per assumir el seu nou càrrec, parant en el camí a Quito i Popayán. El 17 de desembre de 1718, va causar una gran impressió en els habitants de Santa Fe de Bogotà per la gran pompa de la seva entrada formal a la capital. El seu estil de vida des de llavors seguiria contrastant profundament amb la pobresa de la majoria dels habitants de la ciutat.
El virrei tenia ordres específiques per acabar amb el desordre i la corrupció rampants entre els funcionaris reals de la colònia. En 1722, va formular càrrecs contra el comptable Domingo de Mena. No obstant això, la seva administració va ser conegut per la seva arbitrarietat i corrupció. Les instruccions de Villalonga també especificaven que havia de prevenir el desenvolupament de les indústries del vi i tèxtil en la colònia, amb la finalitat de protegir la indústria espanyola de la competència. El novembre de 1720, forces espanyoles van atacar l'assentament neerlandès de Tucacas, en la costa de l'actual Veneçuela, que era un focus de contraban. Va ser en gran part destruït pels espanyols, inclosa una sinagoga que allí hi havia.
En 1721, seguint ordres del gabinet a Madrid, Villalonga va expulsar tots els estrangers, tant residents com visitants temporals, sense excloure als homes casats amb dones oriündes en la colònia. Va prendre el control directe de la tresoreria, va millorar el registre civil i va ajudar a la fundació del col·legi de jesuïtes a la ciutat de Santa Fe de Antioquia.

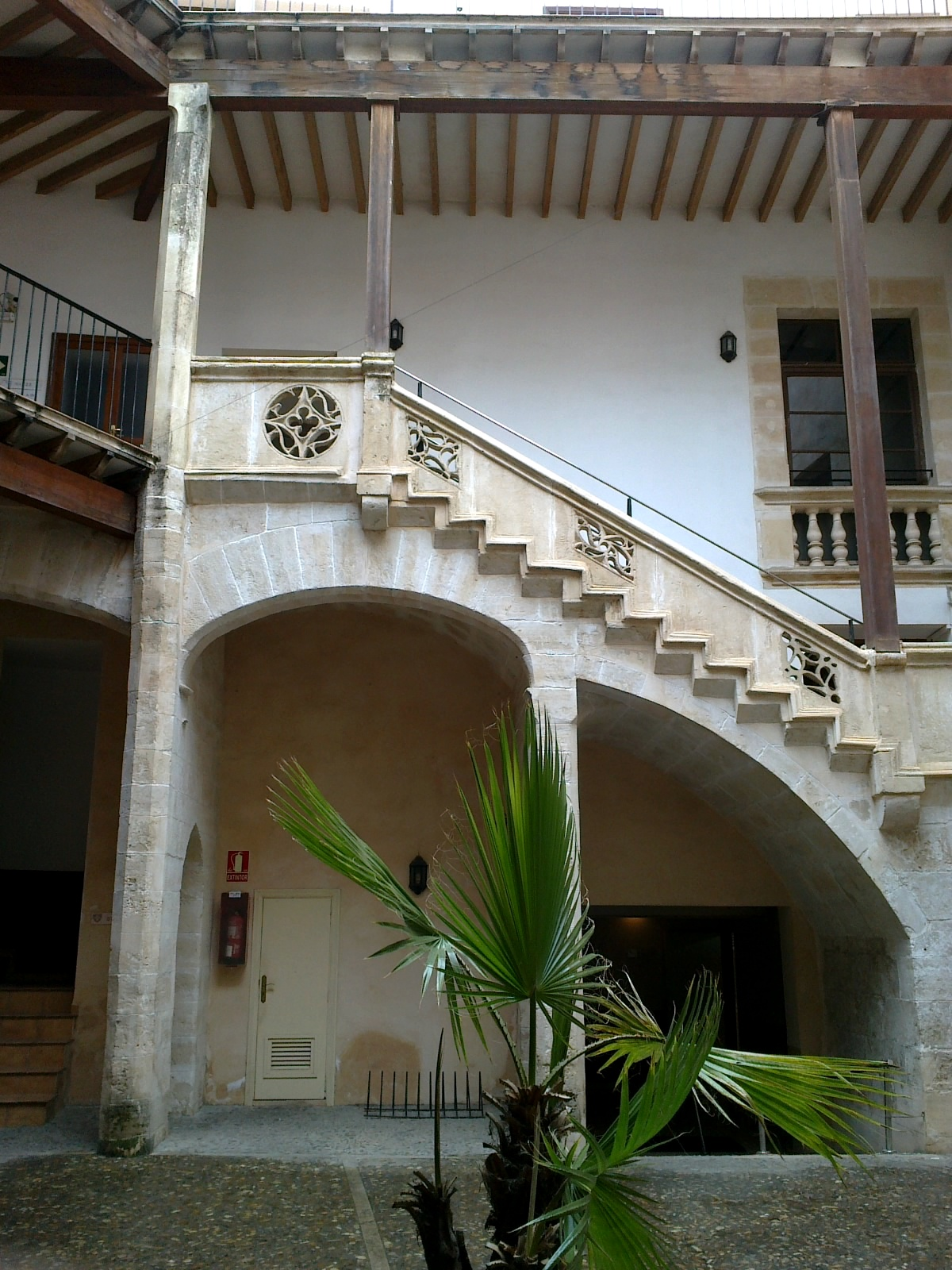
Cal Comte de la Cova, casa pairal de Jordi de Villalonga

Villalonga va enviar reiterades recomanacions a la Corona per suprimir el virregnat i restablir l'antiga dependència del Perú, en honor de l'economia. Sostenia que la colònia era massa pobra per mantenir un govern virregnal, havent-hi pocs espanyols i molts amerindis al territori. El setembre de 1723, després de tres anys d'administració, el rei Felip V d'Espanya va ordenar finalment suprimir-ho. La reunificació es va fer efectiva l'11 de maig de 1724 i Villalonga va deixar Bogotà el 31 de maig d'aquest mateix any. Les dues colònies es van mantenir unides fins a 1740, quan es va tornar a crear el Virregnat de Nova Granada, aquesta vegada permanentment.

### Altres polítiques
Villalonga va realitzar amplis informes sobre l'estat del regne, es va preocupar pel tracte i la justícia administrada als indígenes, va reglamentar el relatiu al registre aixecat per parròquies i cabildos. Va establir el primer correu entre Santa Fe i Quito, el qual tenia freqüència mensual i va activar la construcció de les muralles per a la defensa de Cartagena de Indias.

## Mort
Va morir el 1740 al seu casal familiar, dit Cal Comte de la Cova, a Palma. La seva neboda Manuela de Villalonga i de Velasco va heretar les seves propietats i el títol. És fill il·lustre de Palma.